# Pothole Rodeo

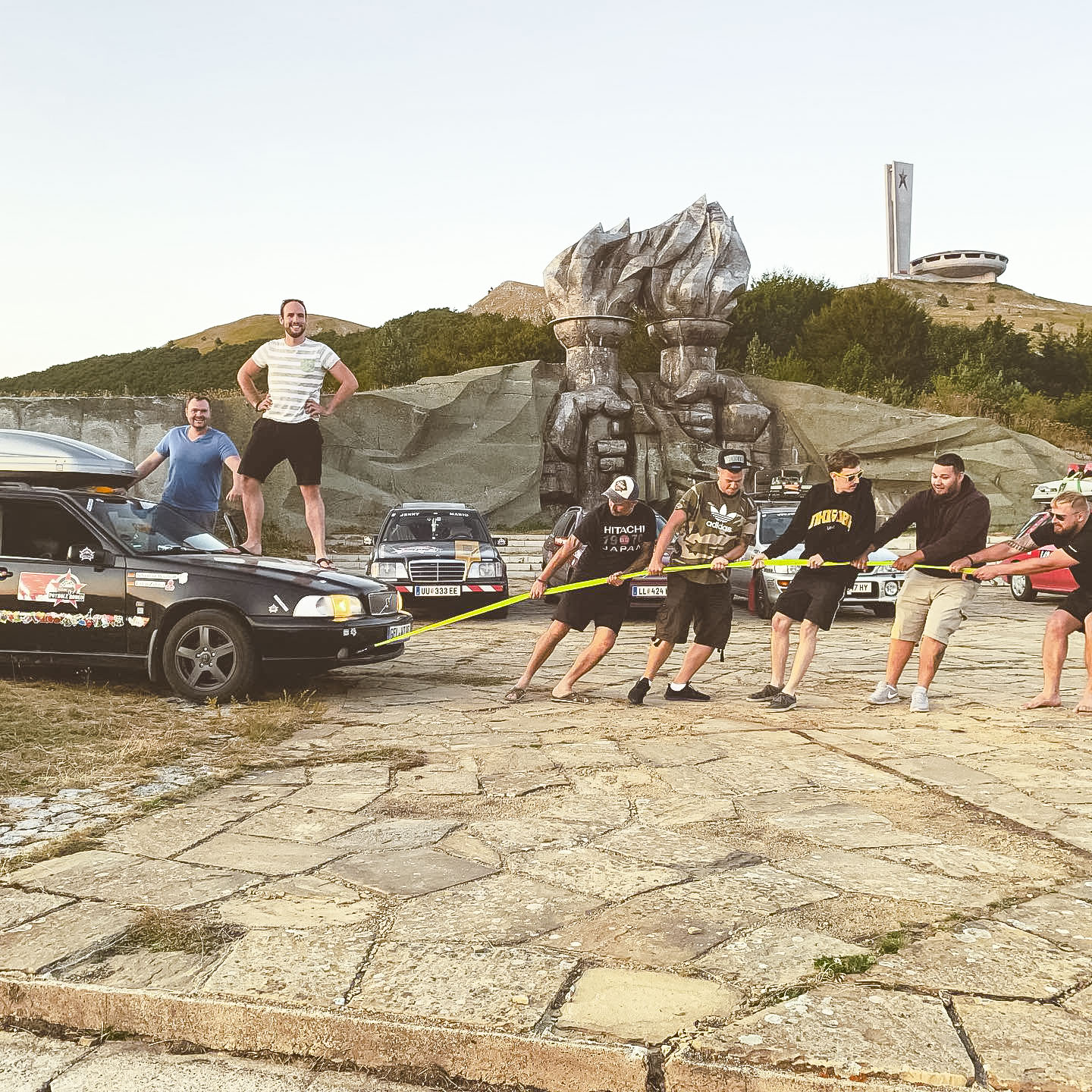
Pothole Rodeo Buzludzha Monument Bulgarien

Das Pothole Rodeo, zu Deutsch „Schlagloch-Rodeo“, ist eine europäische Abenteuer-Rallye. Die Veranstaltung beinhaltet keine motorsportlichen kompetitiven Wertungen. Der Fokus liegt im Zusammenhalt unter den Teilnehmern. Die Besonderheit liegt im Reglement der Fahrzeuge. Diese dürfen maximal 500 Euro gekostet haben oder max. 50 PS leisten oder müssen mehr als 500.000 km Laufleistung aufweisen. 
Gefahren wird jährlich auf verschiedenen Routen. Die Balkan-Route verläuft in zehn Tagen durch die Balkanregion und Südosteuropa. Die Osteuropa-&-Baltikum-Route verläuft in zwölf Tagen durch Osteuropa und das Baltikum. Die Deutschland-Route verläuft in fünf Tagen durch Deutschland und angrenzende Länder. Die Österreich-Route verläuft in fünf Tagen durch Österreich und angrenzende Länder. 2024 wird es erstmals eine Rallye durch das Vereinigte Königreich sowie Irland geben.
Die oft schlechten Straßenverhältnisse und die große Anzahl an Schlaglöchern auf den südost- und osteuropäischen Straßen sorgen dabei für hohe Herausforderungen. Organisiert und durchgeführt wird die Rallye vom BackRoadClub.

## Rallye
Jede Etappe beginnt mit einer organisierten Kontrollstelle und einer Fahrerbesprechung. Zwischen den Etappen gibt es freiwillige Routenempfehlungen, die über besonders abenteuerliche Straßen oder Orte führen. Ebenso freiwillig sind die Tagesaufgaben. Diese haben den Zweck, Land und Leute besser kennenzulernen und Punkte zu sammeln.

## Fahrzeuge

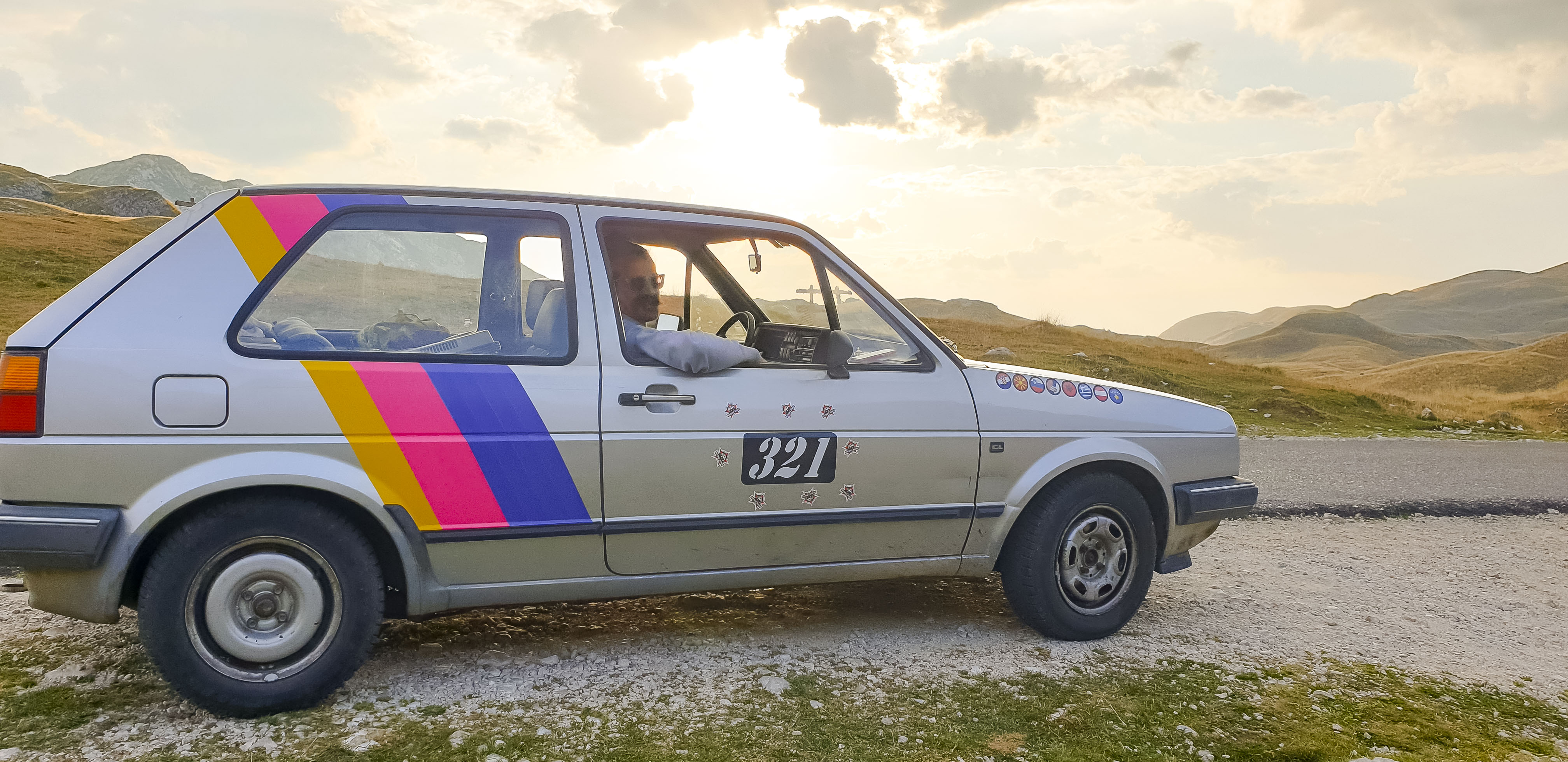
Pothole-Rodeo-Teilnehmer mit Golf II im Durmitor-Nationalpark, Montenegro

Seit der ersten Veranstaltung gibt es das Reglement der 500-Euro-Autos und einem Mindestalter der Fahrzeuge von 20 Jahren. Im Jahr 2019 wurde eine Bike–Kategorie eingeführt. Seit 2020 wurden mit der 50-PS-Regel und der 500.000 km Regel zwei weitere Klassen eingeführt. Die Klassen sind unabhängig voneinander, es muss mindestens eine von ihnen erfüllt werden. Eine Ausnahme gibt es in der 50-PS-Klasse. Wenn das Fahrzeug älter als 20 Jahre ist, sind auch bis zu 60 PS innerhalb der 50 PS Klasse erlaubt.

## Route Pothole Rodeo Balkan
Das Reisegebiet dieser Freizeitausfahrt beschränkt sich auf Südosteuropa, im Speziellen den Balkan und die nähere Umgebung dieser Region. Die Routenführung setzt sich aus Wegpunkten zusammen, die während jeder Rallye variieren. Im Zuge der Rallye werden im Schnitt 11 Länder bereist. Das Startfeld ist dabei international. Start ist seit Beginn in Österreich.

## Route Pothole Rodeo „Revolution“ bzw. Baltic
Das Pothole Rodeo Revolution führte großteils durch Osteuropa, Highlight war der Besuch der Stadt Tschernobyl. 2022 wurde die Route dann nach Osteuropa und vor allem ins Baltikum umgeleitet. Seit 2023 trägt die Tour den Namen "Pothole Rodeo Baltic" und erkundet die Straßen des Baltikums. Da es zwischen den organisierten Treffpunkten Vorschläge für eine Routenwahl gibt, jedoch grundsätzlich eine freie Routenwahl besteht, kann die Anzahl der Länder variieren.

## Route „Deutschland“

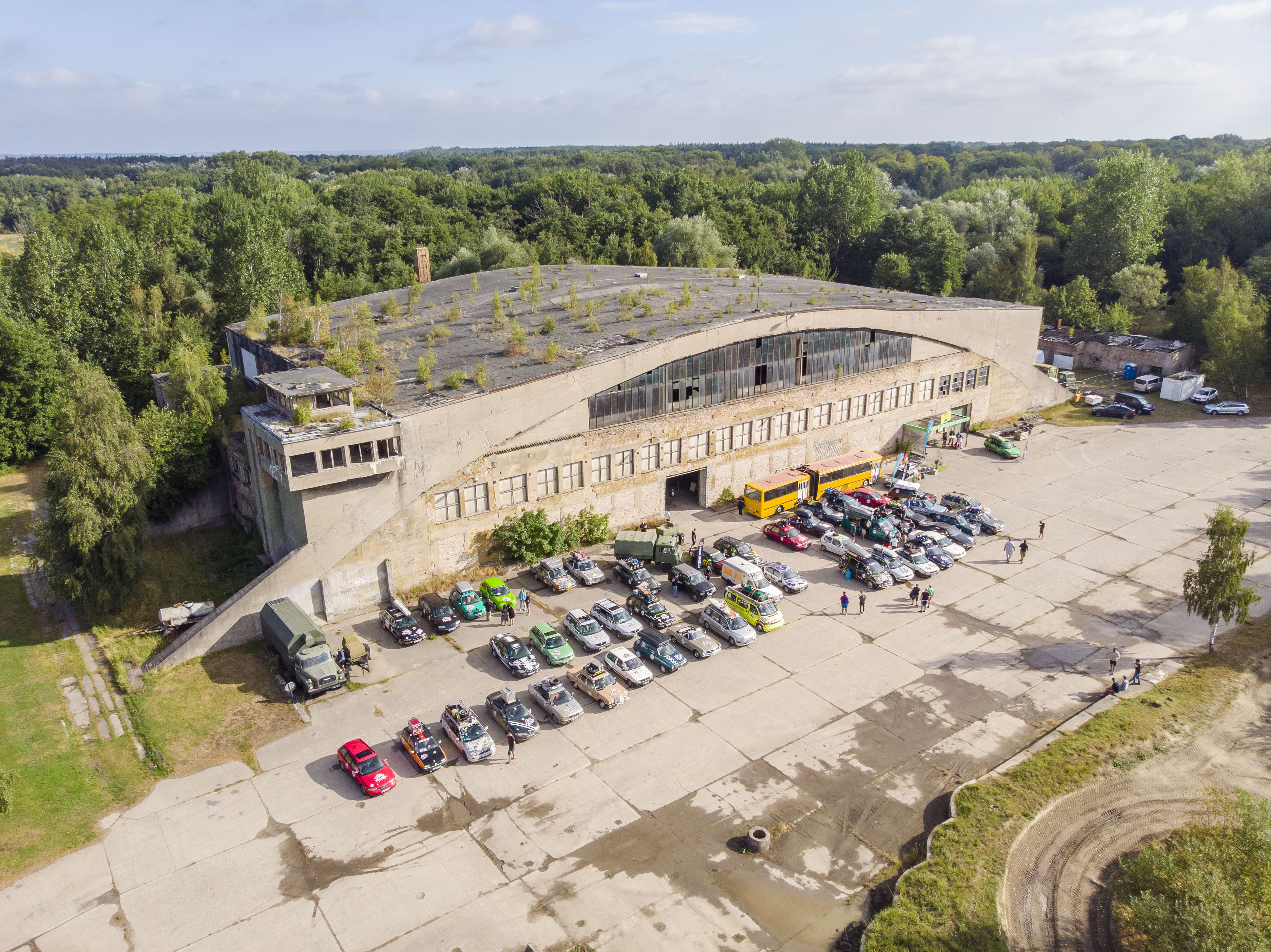
Das Pothole Rodeo beim Technikverein in Pütnitz

Seit 2020 gibt es auch eine verkürzte Route durch Deutschland. In 5 Tagen geht es hauptsächlich durch den Osten sowie Österreich und wahlweise durch Polen & Tschechien. Start ist in Salzburg.
Diese Route wird (wie auch die Route “Österreich”) auch als “Proberunde” gefahren, um herauszufinden, ob einem das Konzept des Pothole Rodeos gefällt. Somit fahren viele der Teilnehmer der Deutschland-Route im folgenden Jahr bei einer längeren Route mit. 

## Route „Österreich“

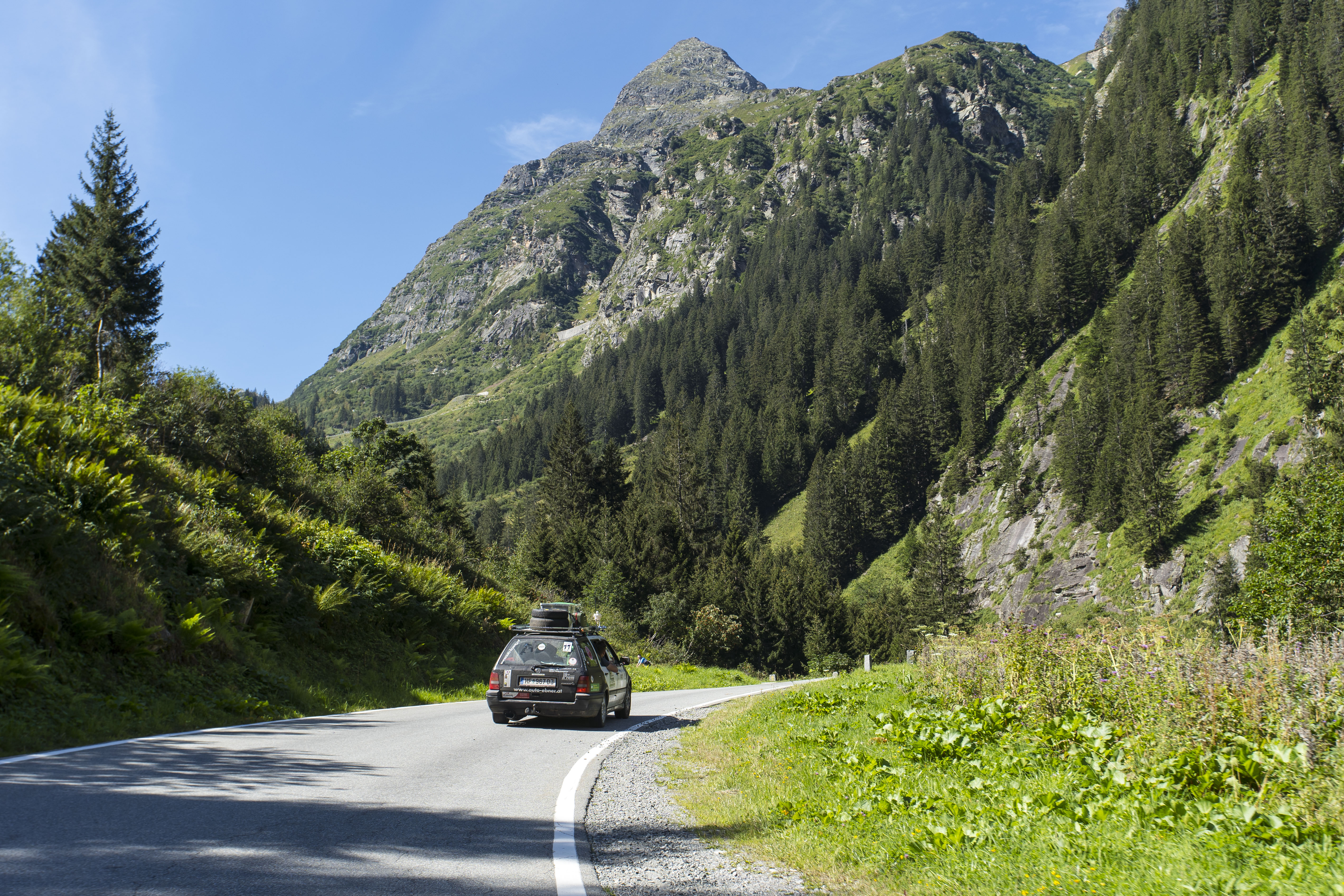
Pothole Rodeo Österreich auf dem Weg in die Berge

Seit 2020 gibt es auch eine verkürzte Route durch Österreich. Auch diese Route wird gerne als “Proberunde” gefahren. 

## Route "Celtic"
Im Sommer 2024 findet zum ersten Mal das Pothole Rodeo Celtic statt. Die Route führt durch Großbritannien und Irland und dauert 9 Tage. 

## Gewinner
- 2014: Thomas Fessl, Michael Plank und Bernd Zeumer[7]
- 2015: Team Statler und Waldorf (Dietmar Pichler und Georg Trampusch)[8]
- 2016: Team C.U.R.T. (Gerald Unger und Andreas Richter)[9]
- 2017: Den Sieg teilten sich die Teams „Thunder From Down Under“ und „Team VW Extreme“[10]
- 2019: In diesem Jahr gab es mehrere Runden und jede wurde extra gewertet. Sieger in Runde 1 waren die „Rocky Road Lovers“[11], Sieger in Runde 2 durch Punktegleichstand die Teams „Yakuza 893“[12] und „Bad Boys“, Sieger der Runde 3 „PlanktONwheels“[13]

## Wohltätiger Zweck

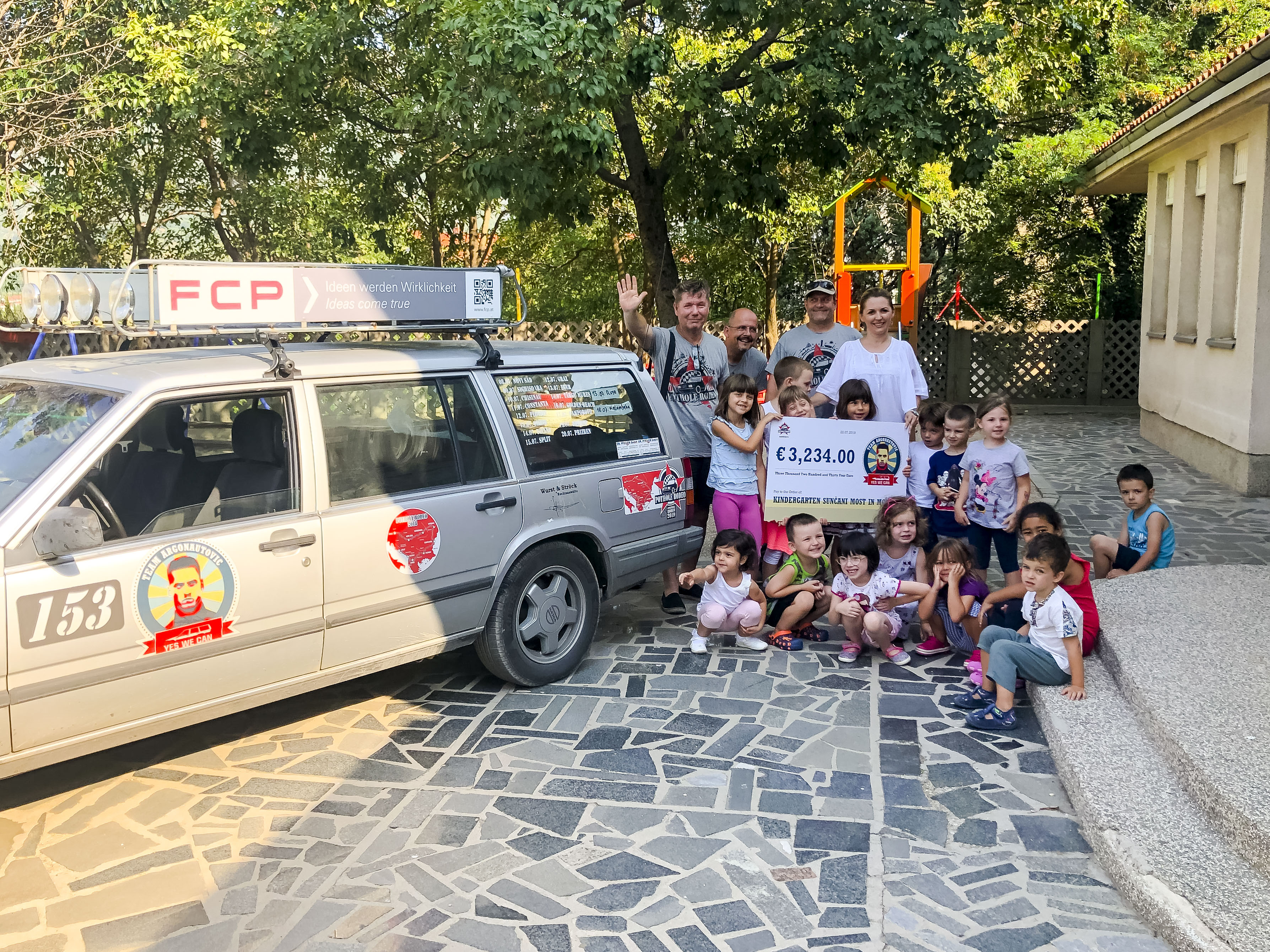
Scheckübergabe durch ein Pothole-Rodeo-Team

2015 wurden im Zuge der Veranstaltung von einem teilnehmenden Team Spenden gesammelt, die anschließend der Lebenshilfe Feldbach in der Steiermark zugutekamen. 2017 spendete ein Team einen durch Losverkäufe eingenommenen Betrag an die Feldbacher Lebenshilfe NetzWerk.

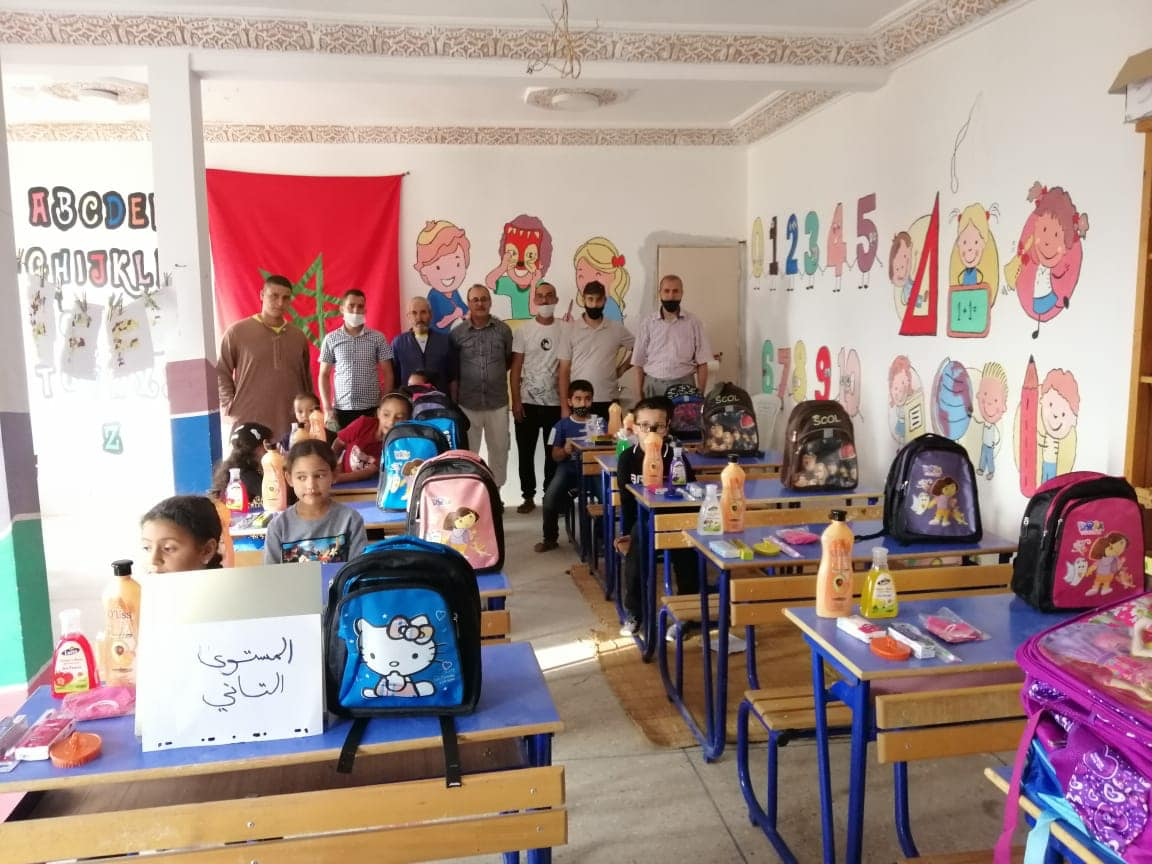
Klassenzimmer in einer durch Child Care Afrika errichteten Vorschule in Marokko, nähe Agadir

Seit 2018 gibt es die Aktion „Strahlende Kinderaugen“. Hier werden in Zusammenarbeit mit der Organisation ORA International, Kindertagesstätten mit Sach- und Geldspenden unterstützt. 2019 erreichten Teams dabei eine Spendensumme von knapp EUR 10.000,-
Seit 2020 arbeitet der BackRoadClub auch mit der Organisation Child Care Afrika zusammen. Diese Organisation hat in den letzten Jahren ihren Schwerpunkt auf den Bau von Vorschulen in Marokko gelegt. Diese Vorschulen ermöglichen Kindern eine Ausbildung, die für den Eintritt in einer Schule in Marokko vorausgesetzt wird. 
Für den Bau der Schulen werden Dörfer im ländlichen Bereich ausgewählt, die an einem Mangel solcher Einrichtungen leiden. Die Besonderheit liegt an der Umsetzung der Projekte. Die Dorfgemeinschaft wird nicht nur eingebunden, sondern beteiligt sich von der Planung über die Umsetzung bis zum laufenden Betrieb an der Schule. Damit wird die Ausbildungsstätte ein fester Bestandteil der Dorfgemeinschaft.
Zusätzlich unterstützt der Veranstalter seit 2024 im Projekt "Leben in Frieden" Jugendliche in der Ukraine bei der Traumabewältigung.